# Gooseberry-Hill-Nationalpark
Der 33 ha kleine Gooseberry-Hill-Nationalpark (englisch Gooseberry Hill National Park) ist ein Nationalpark in Western Australia, Australien. Er befindet sich in Gooseberry Hill, einem Vorort von Perth. Der Park liegt etwa 16 km östlich von Perth und 5 km nördlich von Kalamunda am südlichen Beginn des Tals des Helena River. 
Durch den Park führte eine aufgelassene Eisenbahnlinie, die Kalamunda Zig Zag, eine Nebenstrang der Upper Darling Range Railway. Sie war bis zu ihrer Schließung im Jahr 1949 in Betrieb. Heute führt die Zig Zag Scenic Route auf der ursprünglichen Trasse der Eisenbahn durch den Park. 
Im Gooseberry-Hill-Nationalpark liegt der Statham’s Quarry, ein Steinbruch, in dem im ersten Viertel des 19. Jahrhunderts Diabas gewonnen wurde und der als historisches Beispiel für Steingewinnung dient. Seine Felswände dienen heute als Klettergarten.
Die aride Vegetation bietet einer kleinen Vogelpopulation eine Heimat. Im Frühling blühen Wildblumen. Vom Park aus geht der Blick über die Stadt Perth hinaus bis zum Indischen Ozean.
Der Park wird vom Department of Environment and Conservation in Western Australia betrieben.